# 1er Congrès extraordinaire du Parti Républicain du Peuple
 (août 2025).
 (août 2025).
Le 1er Congrès extraordinaire du Parti républicain du peuple s'est tenu à Ankara le 26 décembre 1938. Ce congrès exceptionnel du CHP fait suite au décès de Mustafa Kemal Atatürk, le 10 novembre 1938. Lors de ce congrès, İsmet İnönü reçut les titres de « Leader National » et de « Président Permanent » du parti, tandis qu'Atatürk fut déclaré « Leader Éternel »,.
Suite à l'amendement du règlement intérieur qui fut soumis au congrès pour approbation lors de ce congrès, la présidence permanente du parti ne peut désormais être vacante que de trois manières : décès, démission ou maladie.
La nomination de Celal Bayar à la vice-présidence du parti ainsi que celle de Refik Saydam au secrétariat général sont également décidés lors de ce congrès.